# サフィールホテル稚内

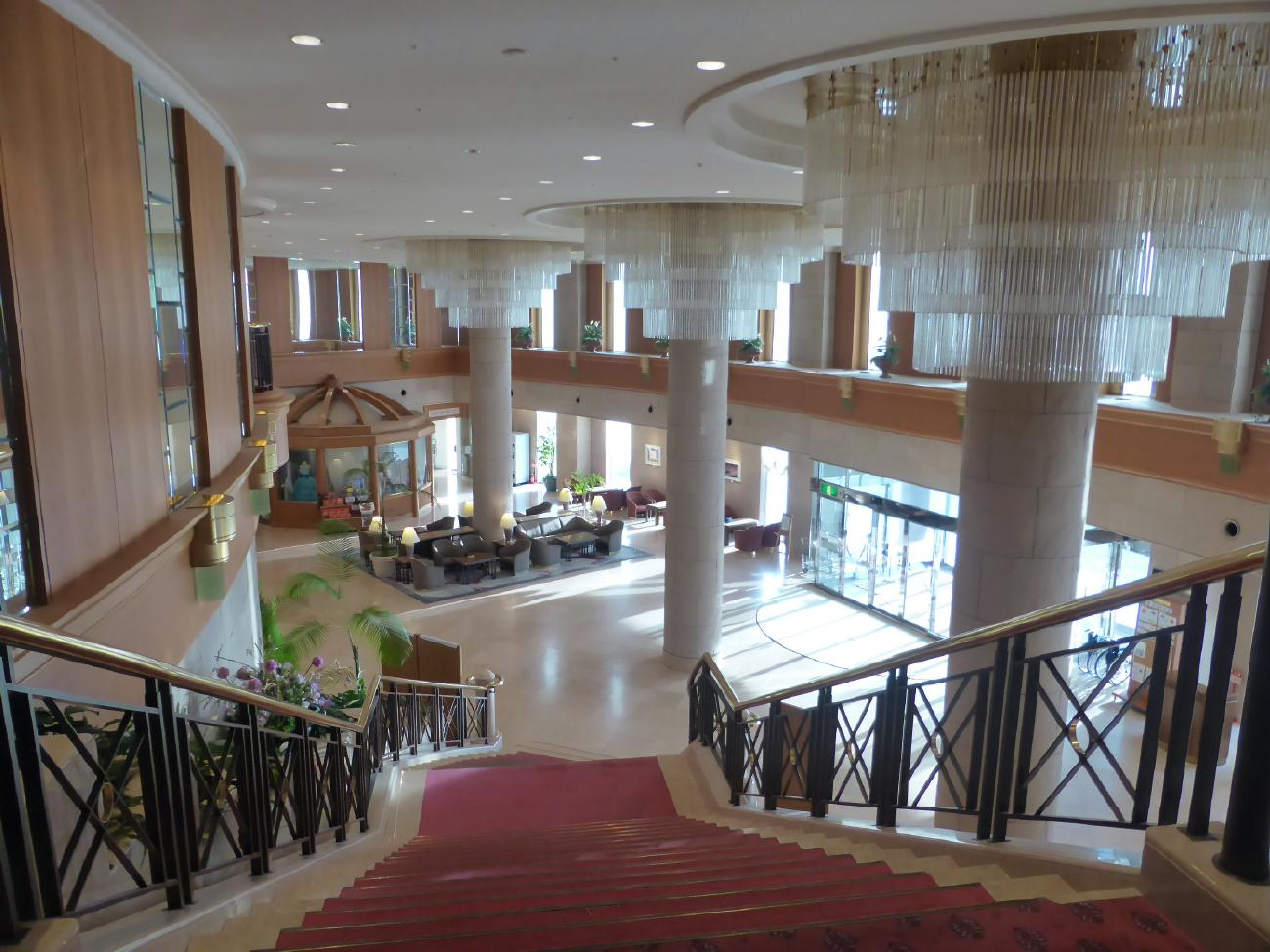
2F結婚式場出入り口から1Fエントランスロビー全景

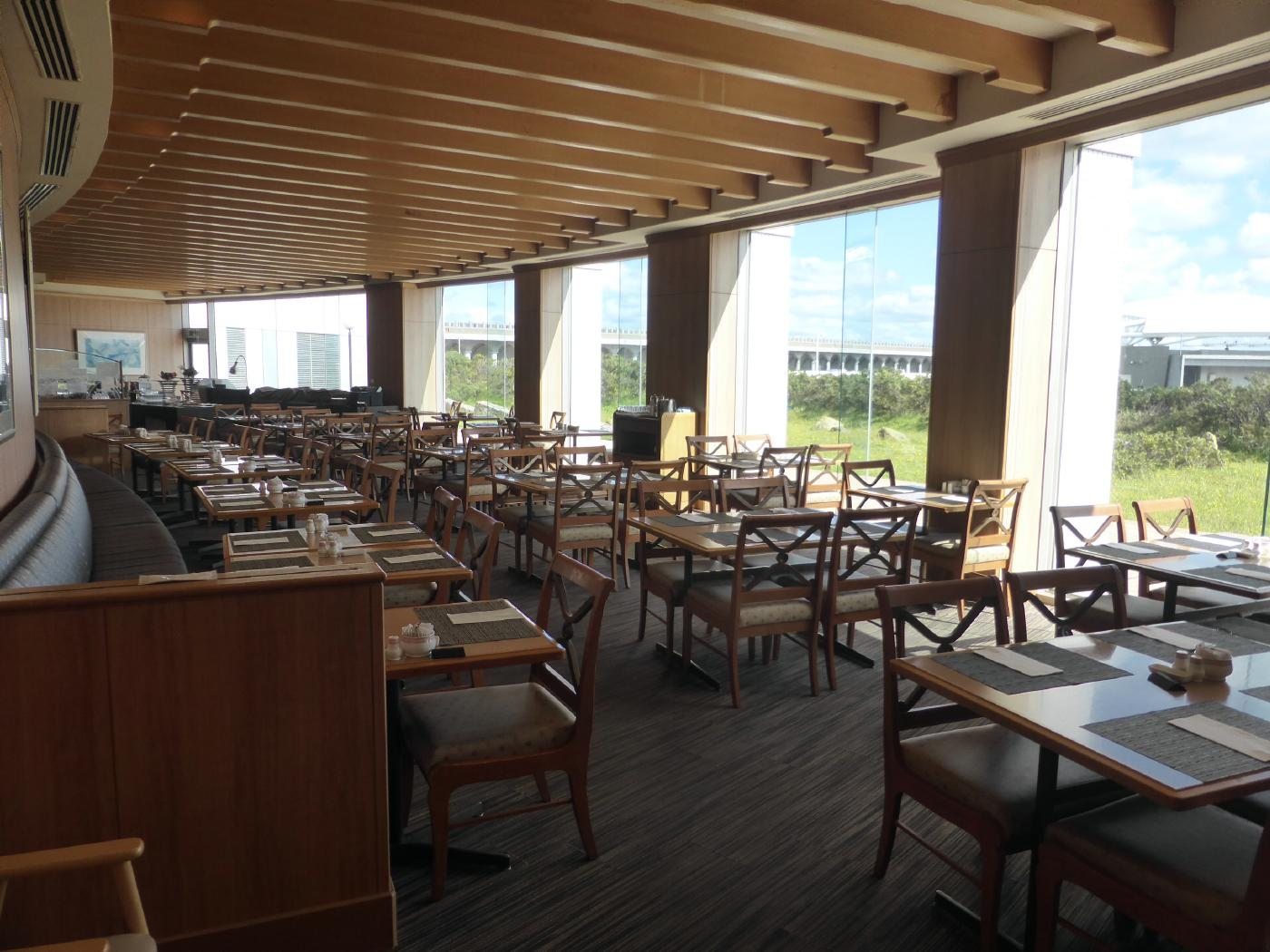
1Fにある朝食バイキングを提供するカフェレストラン マリーヌ

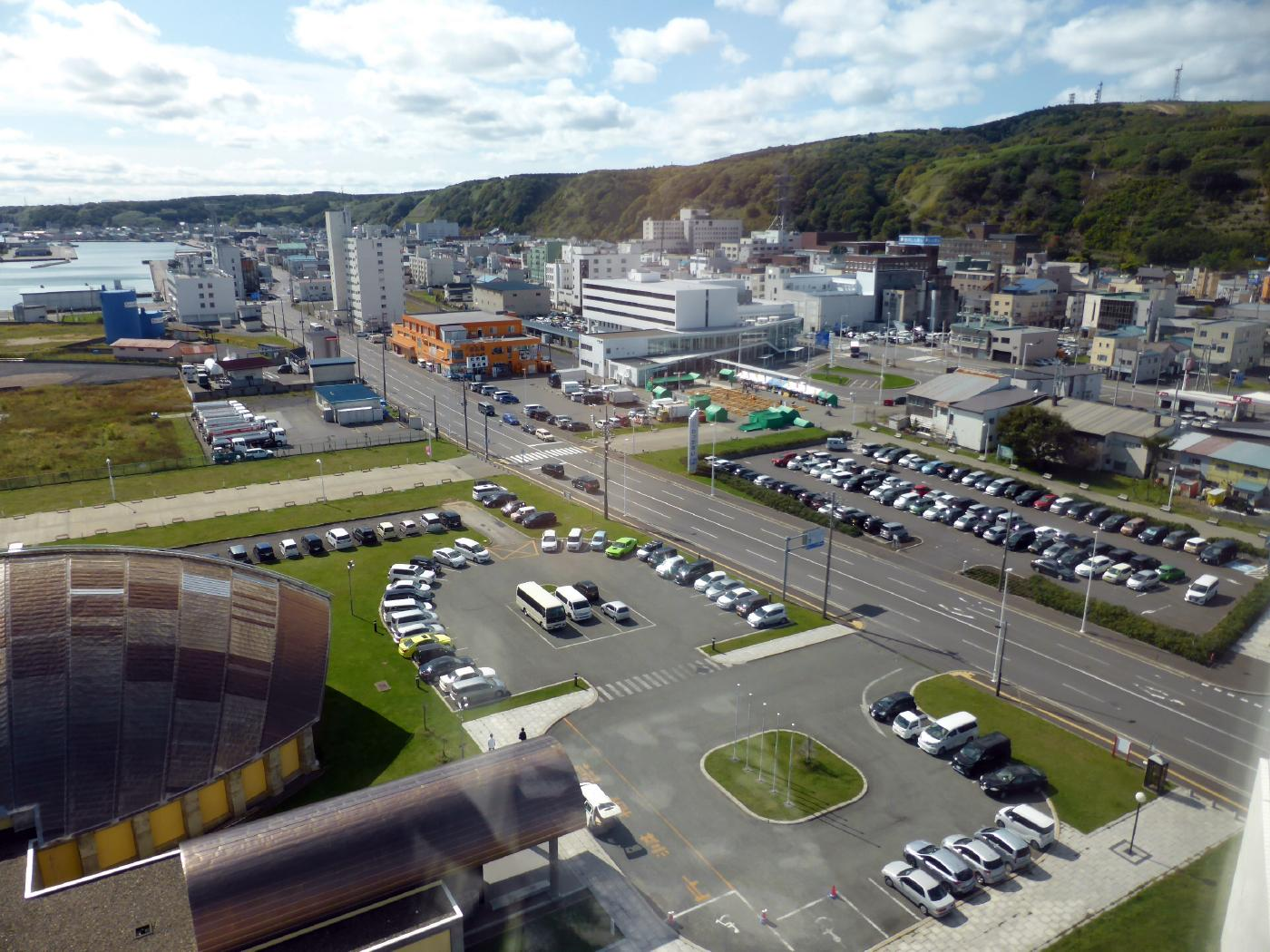
客室最上階から稚内駅と北市場を望む

サフィールホテル稚内（サフィールホテルわっかない、英語: SURFEEL HOTEL WAKKANAI）は、北海道稚内市にあるホテル。1994年（平成6年）開業の「稚内全日空ホテル」が前身であり、稚内及び道北のビジネスや観光、利尻島・礼文島への観光の玄関口として利用されている。

## 沿革
「稚内マリンタウンプロジェクト」第1期の中核事業として1991年（平成3年）に稚内市などの出資による第三セクター「稚内シーポートプラザ」を設立し、旧第3副港を埋め立て施設を建設した。ホテルは全日空エンタプライズ（当時）に運営委託し、1994年（平成6年）に「稚内全日空ホテル」として開業した。開業当初から巨額の設備投資を回収できる業績を確保することが難しく、赤字経営が続いていた。そのため、稚内市を中心とした資金援助による恒常的な融資が行われており、2008年（平成20年）には経営再建策として金融機関と協議の上で長期借入金の償還条件緩和を実施し、稚内市による追加融資は議会で一旦否決されたが、その翌月には2億8,000万円の追加出資が可決され、民間の株主にも出資を求めて計3億円を増資した。それでも経営は好転せず赤字は増え続け、2009年（平成21年）には事業譲渡に向けた検討を始めた。2010年（平成22年）に明治海運へ事業譲渡し、稚内シーポートプラザは旭川地方裁判所から「特別清算」の開始決定を受けた。負債総額は約17億6,000万円となり、最大の出資者であった稚内市は議会において北海道内の自治体では初となる「第三セクター等改革推進債」（10年償還）を起債する議案を可決して債務を損失補償した。なお、可決された損失補償については当時の稚内シーポートプラザ社長であり市長であった横田耕一の個人保証も含まれていた。
年表
- 1991年（平成03年）：第三セクター「稚内シーポートプラザ」設立。
- 1994年（平成06年）：「稚内全日空ホテル」として開業。
- 2010年（平成22年）：施設を明海興産（明治海運グループ）へ売却。稚内シーポートプラザが「特別清算」開始[5]。
- 2014年（平成26年）：「ANAクラウンプラザホテル稚内」にリブランド[4]。
- 2019年（平成31年）：「サフィールホテル稚内」にリブランド。

## 施設
客室
- スイートルーム
  - ロイヤルスイート (80 m²)
  - クラウンスイート (54 m²)
- ツインルーム
  - デラックスツイン (27 m²)
  - スタンダードツイン (21〜27 m²)
- ダブルルーム (21 m²)
- シングルルーム (19 m²)
- 和室 (43 m²・46 m²)

レストラン&バー
- カフェレストラン マリーヌ
- 四季彩ダイニング あんのん
- 鉄板焼 稚内はまなす
- バーラウンジ パドル

ウェディング
- 衣裳室
- 写場
- 神殿

宴会・会議
- 大宴会場「鳳」 (500 m²)
- 中宴会場「流氷」 (150 m²)
- 小宴会場「潮騒」 (50 m²)

その他
- ロビー
- ショップ

## アクセス
副港通沿いに位置しており、稚内市温水プール水夢館、北防波堤ドーム公園（北防波堤ドーム）に隣接している。
- 北海道旅客鉄道（JR北海道）稚内駅（キタカラ（KITAcolor））から徒歩約3分
- 稚内フェリーターミナル・稚内港国際旅客ターミナルから徒歩約13分
- 稚内空港から車で約20分、バスで約30分